# Oligomenorrea
La oligomenorrea (del griego oligos: en poco número) es un trastorno menstrual en el ICD-10-CM que se caracteriza por tener menstruaciones poco frecuentes.
Aparece, por ejemplo, con intervalos superiores a los 35 días. Puede asociarse, también, a la disminución de la cantidad de la pérdida menstrual (oligohipomenorrea). Otras veces se acompaña de un aumento en la pérdida menstrual (oligohipermenorrea).
Las alteraciones del ciclo menstrual se pueden dividir en: alteraciones del ritmo o frecuencia con que se presenta la menstruación y en alteraciones de la cantidad o volumen de la misma.
Para que se considere un trastorno del ciclo las  alteraciones deben presentarse en forma repetida, ya que una perturbación aislada carece de significado.

## Historia

Niveles de estradiol, progesterona, hormona luteinizante y hormona foliculoestimulante durante el ciclo menstrual.

Las alteraciones menstruales son conocidas desde épocas muy remotas. Los trastornos de la menstruación han sido tratados por diversos autores en forma aislada.
 
Fue recién en el siglo XIX que el médico alemán Schroeder describió las tres características que permanecen hasta hoy que son: la periodicidad, la intensidad y la duración de la menstruación.

Más tarde el francés Gaston Cotte utilizó el término de oligomenorrea para denominar a las reglas espaciadas.

La Clasificación Internacional de las Enfermedades ICD-10-CM en 2013, coloca a la oligomenorrea en el ítem N91.5: Anexo:CIE-10 Capítulo XIV: Enfermedades del aparato genitourinario#(N80-N98) Trastornos no inflamatorios de los órganos genitales femeninos. Menstruación infrecuente (Oligomenorrea).

## Características
En la oligomenorrea la duración del ciclo es mayor de lo habitual, de manera que las menstruaciones se suceden con intervalos de 35-90 días.

En el "primer año ginecológico" (el posterior a la menarquia), la mayoría de los ciclos oscilan entre 21 y 45 días. Los ciclos menstruales de las adolescentes son inicialmente variables, pero se vuelven más regulares con el tiempo.

Los ciclos irregulares estuvieron presentes en el 55 % de las adolescentes de 12-14 años, en una encuesta en Italia.

## Frecuencia de aparición
La prevalencia de los trastornos menstruales en los primeros años luego de la menarquia es alta; suele ser un motivo de preocupación para los padres y una causa frecuente de consulta.
Los trastornos del ciclo en la adolescencia se estimaron en 37,07% en el primer año de edad ginecológica (tiempo transcurrido desde la primera menstruación).

## Causas
En las adolescentes con ciclos más largos, se ha citado como la causa principal a la anovulación. Aunque algunos ciclos largos son ovulatorios y poseen una fase folicular larga.  La fisiopatología está relacionada con una prolongación de la fase folicular, porque una vez terminado un ciclo, no se inicia la maduración de un folículo ovárico o bien porque un folículo inicia su desarrollo, pero no lo completa, y luego es seguido por otro folículo que sí madura normalmente.
Otras causas de oligomenorrea conocidas, son secundarias a:
- síndrome de ovario poliquístico,
- enfermedad de Cushing,
- disfunción tiroidea,
- insuficiencia ovárica prematura,
- oligomenorrea/amenorrea inducida por el ejercicio,
- trastornos de la alimentación (tanto anorexia como bulimia),
- hiperplasia suprarrenal congénita,
- tumores o prolactinomas ováricos y suprarrenales.

## Conducta a seguir
Se debe tener en consideración que las alteraciones menstruales pueden ser la manifestación de una enfermedad crónica o aguda importante.
Si una adolescente tiene ciclos irregulares caóticos, con meses entre períodos, debe ser evaluada mediante estudios clínicos de laboratorio. Asegurar que "siempre es normal tener períodos irregulares" en los primeros años ginecológicos, podría retrasar la recuperación.